# Parametr Zenera-Hollomona
Parametr Zenera-Hollomona – jeden z najważniejszych parametrów stosowanych w inżynierii materiałowej do opisu warunków odkształcania materiałów. Parametr ten jest znany jako zmodyfikowana temperaturowo prędkość odkształcenia {\displaystyle Z} (temperature-compensated strain rate)
{\displaystyle Z=\epsilon \exp(Q/RT),}
gdzie:
{\displaystyle \epsilon } – prędkość odkształcania,
{\displaystyle Q} – energia aktywacji procesu wysokotemperaturowego odkształcania,
{\displaystyle R} – stała gazowa,
{\displaystyle T} – temperatura bezwzględna odkształcania.